# The Hectics
The Hectics (1958–1962) va ser el primer grup de música de Freddie Mercury (aleshores conegut com a Farrokh Bulsara); els altres membres de la banda foren Derrick Branche, Bruce Murray, Farang Irani i Victory Rana. El grup, una banda escolar, fou constituïda per tots cinc quan estudiaven al St. Peter's Boys School, una escola anglesa a Panchgani, prop de Bombai (Mumbai, en l'actualitat), Índia. El conjunt només tocava en actes escolars i no li era permès acceptar de tocar fora de la institució.
Derrick Branche (nascut l'any 1947, a Bombai) va anar apareixent a pel·lícules britàniques com My Beautiful Laundrette i a espectacles televisius com Only When I Laugh, EThe Comic Strips Presents i Father Ted.
Bruce Murray actualment treballa a The Music Centre de Bedford (Anglaterra).